# Stadtspiegel

Logo der Stadtspiegel-Ausgabe für Iserlohn und Hemer

Der Stadtspiegel ist ein Anzeigenblatt, das in verschiedenen Regionen Nordrhein-Westfalens mittwochs und teilweise zusätzlich am Wochenende von der WVW/ORA-Anzeigenblätter-Gruppe herausgegeben wird. Mit einer Gesamtauflage von fast 1,29 Millionen Exemplaren pro Woche gehören die Stadtspiegel-Titel zu den erfolgreichsten Zeitungen der WVW und ORA.

## Geschichte
Als die Westdeutsche Verlags- und Werbegemeinschaft 1976 und die Ostruhr-Anzeigengesellschaft als Töchter der WAZ-Mediengruppe gegründet wurden, gab es bereits die ersten Stadtspiegel-Titel im Kreis Recklinghausen. Noch Ende der 1970er-Jahre kamen Redaktionen in Iserlohn und Hattingen hinzu, Anfang der 1980er-Jahre stießen Teile des Kreises Unna, Dorsten, Gladbeck und Bochum zum Verteilungsgebiet. Als derzeit jüngste Lokalausgabe gingen Redakteure im August 1989 in Haltern am See an den Start.
Der Erscheinungstag war bei den meisten Ausgaben zuerst der Donnerstag, heute erscheint der Stadtspiegel jedoch meist mittwochs und in einigen Regionen zusätzlich am Wochenende. Auch die Farbgestaltung hat sich im Laufe der Zeit verändert. Während der Stadtspiegel bis in die 1980er-Jahre hinein mit grünem Logo erschien, so sind heute blau und rot die typischen Farben.

## Auflage
| Titel                                    | Wöchentliche Auflage |
| ---------------------------------------- | -------------------- |
| Stadtspiegel Datteln/Waltrop             | 45.500               |
| Stadtspiegel Fröndenberg/Wickede         | 29.600*              |
| Stadtspiegel Gelsenkirchen               | 135.700*             |
| Stadtspiegel Hattingen/Niedersprockhövel | 67.800*              |
| Stadtspiegel Hemer                       | 34.400*              |
| Stadtspiegel Herten                      | 29.700               |
| Stadtspiegel Iserlohn                    | 97.600*              |
| Stadtspiegel Kamen/Bergkamen/Bönen       | 51.100               |
| Stadtspiegel Marl                        | 40.300               |
| Stadtspiegel Menden                      | 65.000*              |
| Stadtspiegel Recklinghausen              | 58.000               |
| Stadtspiegel Unna/Holzwickede            | 35.700               |
| Gesamt                                   | 690.400              |

| Titel                     | Wöchentliche Auflage |
| ------------------------- | -------------------- |
| Stadtspiegel Bochum       | 304.200*             |
| Stadtspiegel Bottrop      | 118.000*             |
| Stadtspiegel Dorsten      | 38.800               |
| Stadtspiegel Gladbeck     | 38.100               |
| Stadtspiegel Haltern      | 15.800               |
| Stadtspiegel Wattenscheid | 81.800*              |
| Gesamt                    | 596.700              |

* Stadtspiegel erscheint zweimal wöchentlich.